# Угольники (Ярославская область)
Угольники  — деревня Охотинского сельского поселения Мышкинского района Ярославской области.

## География
Деревня стоит на окружённом лесами поле, на правом берегу Волги (Рыбинское водохранилище). Берег Волги на этом участке малонаселён, ближайший населённый пункт село Учма, находится на расстоянии около 3,5 км на юг, вверх по течению. Вниз по течению, до устья реки Юхоть, расположенного на расстоянии 4 км населённых пунктов нет. Противоположный левый берег Волги низкий, с затопляемыми островами. Напротив Угольников в Волгу впадает речка Поводневка и стоит село Поводнево. На расстоянии около 1,5 км к востоку, проходит федеральная автомобильная трасса Р104, на которой стоят деревни Кирьяново и Порхачи.

## История
Известно с XVI века как владение старинного ярославского дворянского рода Мотовиловых. В 1786 году в селе на средства Г. Мотовилова был построен храм с тремя престолами: Святителя Николая, Архангела Михаила и Св. мученика Иоанна. Возле Угольников в XIX веке располагался большой промышленный комбинат графов Шереметевых, включавший лесопильные производства, кирпичный завод, мельницу, кузницу. Здесь находилась конечная железнодорожная станция всей Юхоцкой вотчины. Главное назначение дороги - вывозка леса к Волге. Село Угольники играло роль волжского порта для графских владений. 
В конце XIX — начале XX село входило в состав Покровской волости Угличского уезда Ярославской губернии. 
С 1929 года село входило в состав Кирьяновского сельсовета Мышкинского района, с 1954 года — в составе Охотинского сельсовета, с 2005 года — в составе Охотинского сельского поселения.

## Население
| 1859 | 2007 | 2010 |
| ---- | ---- | ---- |
| 82   | ↘7   | ↗8   |

На 1 января 2007 года в деревне Угольники числилось 7 постоянных жителей . Деревню обслуживает почтовое отделение, находящееся в селе Охотино .